# Ronnie Raymond

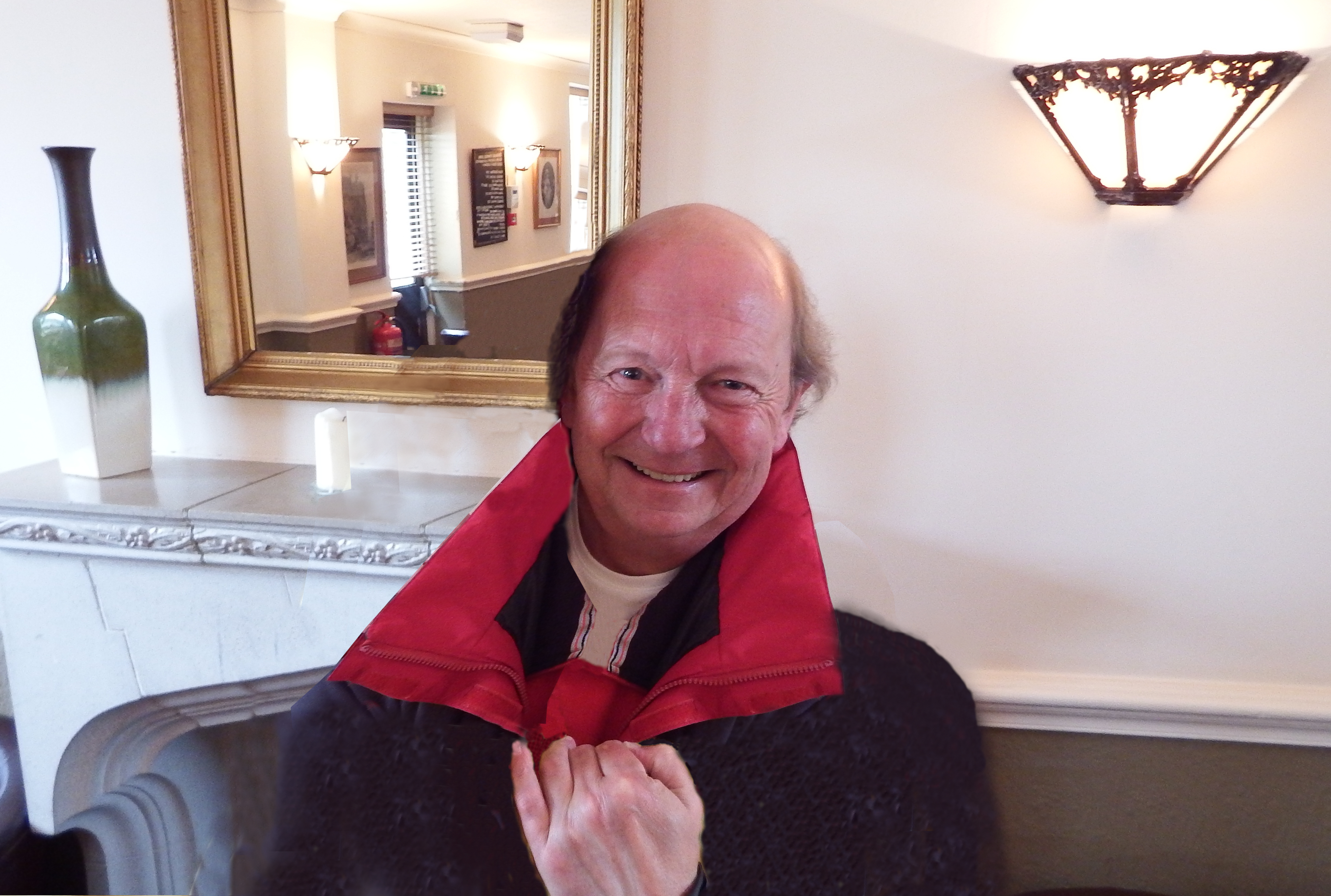
Schauspieler Ronnie Raymond, 2014

Ronnie Raymond, eigentlich Ron Liles (* 30. Juni 1946; † 26. Januar 2015), war ein britischer Theater- und Filmschauspieler vorwiegend in Kinder- und Jugendrollen, der vor allem durch seinen Auftritt im Miss-Marple-Film 16 Uhr 50 ab Paddington an der Seite von Margaret Rutherford bekannt wurde.

## Leben und Karriere
Raymonds Schauspielerlaufbahn war durch seine Mutter vorbestimmt, die als Tänzerin tätig war und deren Mädchennamen er als Künstlernamen verwendete. Schon früh sammelte er erste Bühnenerfahrungen, so z. B. in Theaterfassungen von Oliver Twist und Der kleine Lord. Ab 1958 war er auch im Fernsehen zu sehen. 1959 spielte er an der Seite von Julie Andrews im BBC-Weihnachtsmusical The Gentle Flame, 1961 in der Serie Frontier Drums in der Rolle des Nigel Chrichton. Aufgrund seiner wachsenden Popularität wurde er dann von Regisseur George Pollock für die Rolle des Alexander Eastley im Film 16 Uhr 50 ab Paddington ausgewählt. Hier wurde er aufgrund seines Stimmbruches auch in der englischen Originalfassung synchronisiert. Nach diesem Film war er nur noch einmal in der Fernsehserie The Big Pull zu sehen. Danach zog er sich vom Schauspielgeschäft zurück, war dann zunächst als Discjockey und später als Bestatter in Buckinghamshire tätig.
Ronnie Raymond starb am 26. Januar 2015 im Alter von 68 Jahren an Krebs.

## Filmografie (Auswahl)
Kino 
- 1961: 16 Uhr 50 ab Paddington (Murder She Said)

 Fernsehen 
- 1958: The Lost King (Fernsehserie, 2 Episoden)
- 1959: Asmodée (Fernsehfilm)
- 1959: The Gentle Flame (Fernsehfilm)
- 1960: The Herries Chronicle (Fernsehserie, 1 Episode)
- 1961: Frontier Drums (Fernsehserie, 6 Episoden)
- 1962: The Big Pull (Fernsehserie, 1 Episode)